# عباس‌آباد (قائنات)
عباس آباد روستایی در دهستان قائن بخش مرکزی شهرستان قائنات استان خراسان جنوبی ایران است. بر پایه سرشماری عمومی نفوس و مسکن در سال ۱۳۹۰ جمعیت این روستا ۱۴ نفر (در ۴ خانوار) بوده‌است.